# Hesselhurst
Hesselhurst ist ein Ortsteil von Willstätt, einer Gemeinde im Ortenaukreis in Baden-Württemberg. Der Ort hat 836 Einwohner (Stand 31. Dezember 2022).

## Geschichte

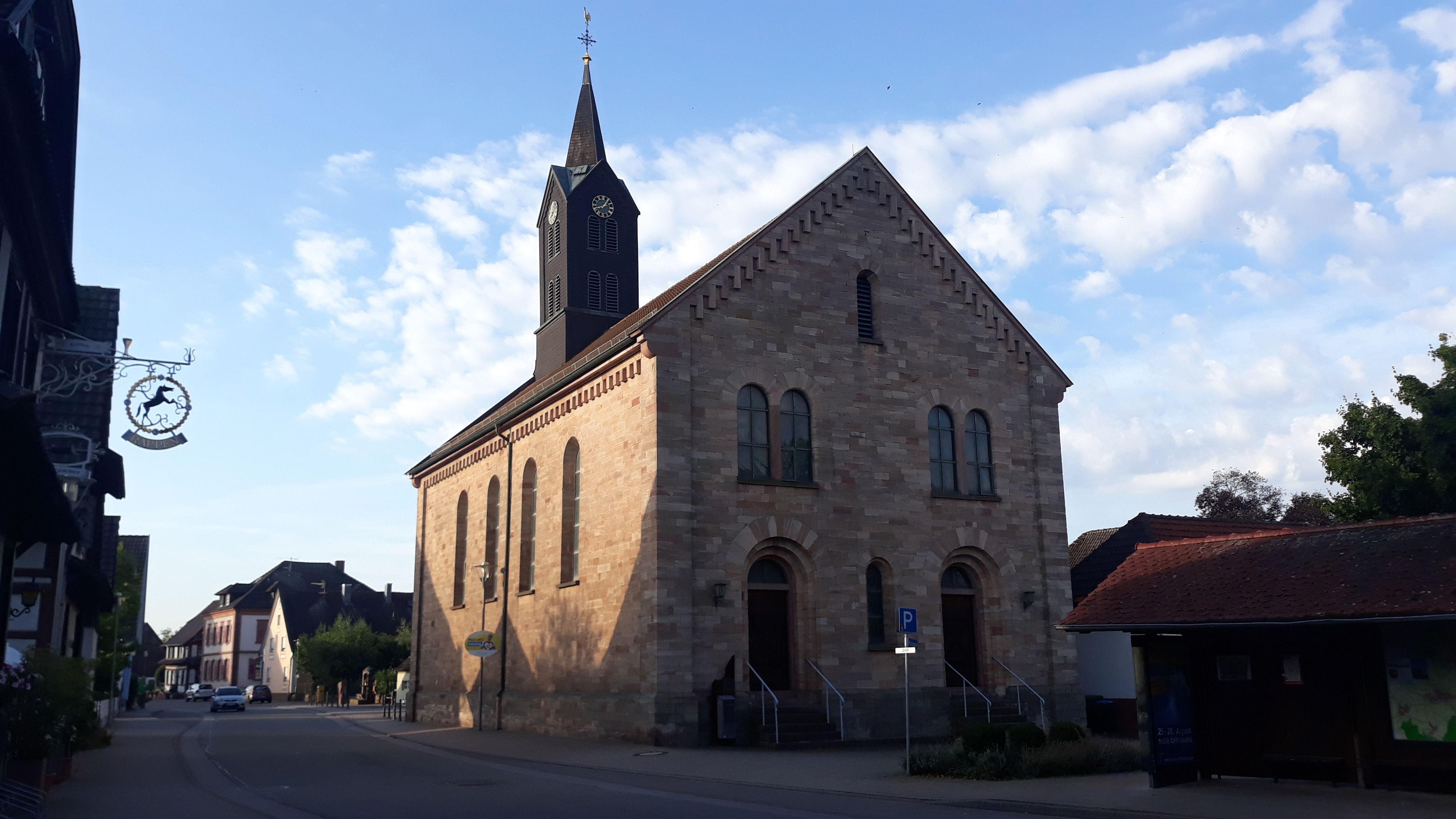
Evangelische Kirche auf dem zentralen Dorfplatz, 1831 erbaut

### Mittelalter
Die älteste erhaltene Erwähnung von Hesselhurst stammt von 1308. Hesselhurst war ein Allod der Herren von Lichtenberg. Wie es erworben wurde, ist unbekannt. Um 1330 kam es zu einer ersten Landesteilung zwischen Johann II. von Lichtenberg, aus der älteren Linie des Hauses, und Ludwig III. von Lichtenberg. Dabei fiel Hesselhurst in den Teil des Besitzes, der künftig von der älteren Linie verwaltet wurde. Es war dem Amt Willstätt der Herrschaft Lichtenberg zugeordnet.
Als 1480 mit Jakob von Lichtenberg das letzte männliche Mitglied des Hauses verstarb, ging das Erbe auf seine beiden Nichten, Anna von Lichtenberg (* 1442; † 1474) und Elisabeth von Lichtenberg über. Anna hatte 1458 den Grafen Philipp I. den Älteren von Hanau-Babenhausen (* 1417; † 1480) geheiratet, der eine kleine Sekundogenitur aus dem Bestand der Grafschaft Hanau erhalten hatte, um heiraten zu können. Durch die Heirat entstand die Grafschaft Hanau-Lichtenberg. Elisabeth heiratete Simon IV. Wecker von Zweibrücken-Bitsch. Das Lichtenberger Erbe wurde zwischen ihnen geteilt. Das Amt Willstätt und damit Hesselhurst wurden dabei zu einem Kondominat zwischen beiden Erben.

### Neuzeit

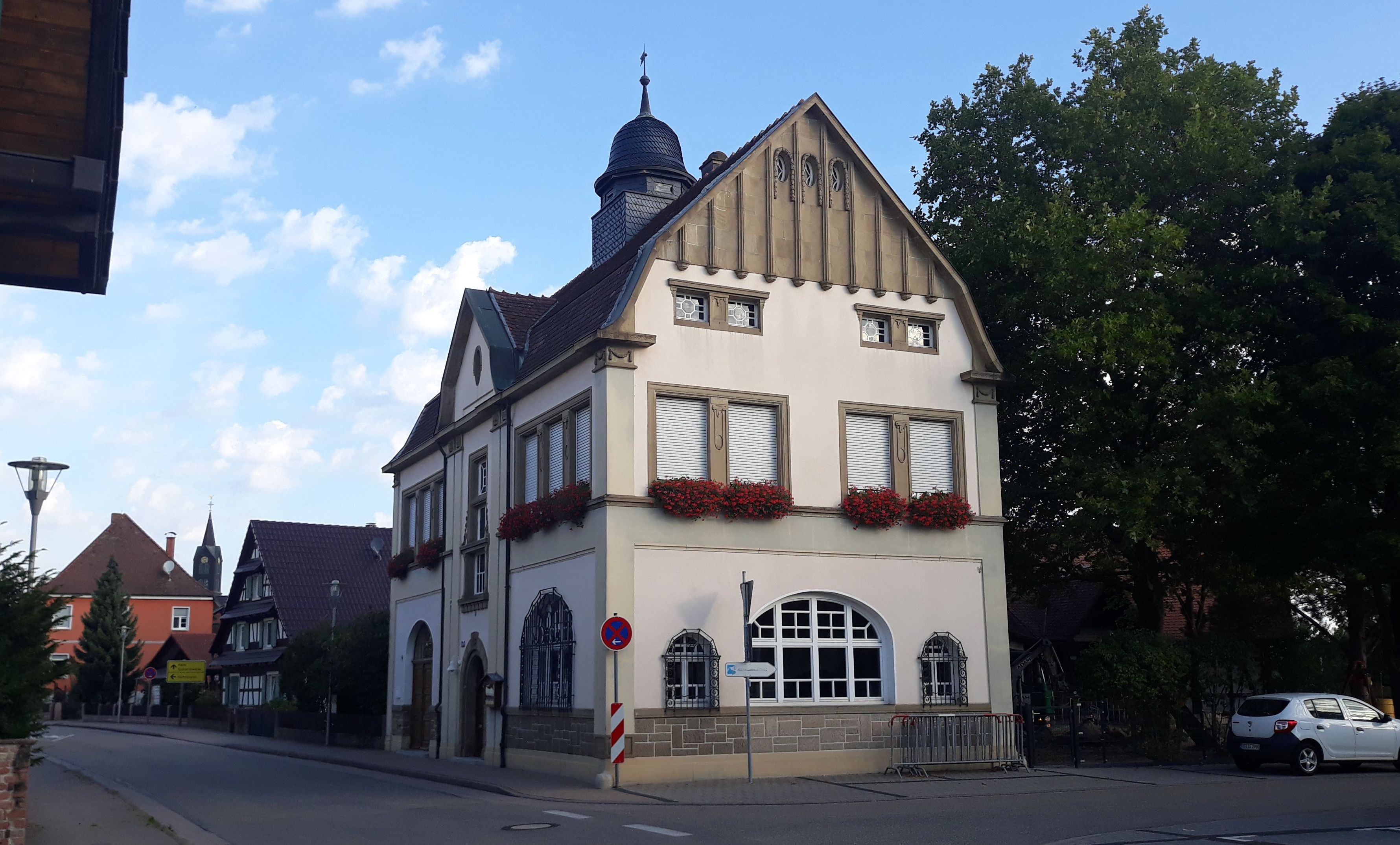
Ortsverwaltung, erbaut 1910. Mansarddach mit Querhaus und Dachreiter mit Glockenhaube

Unter der Regierung von Graf Philipp III. von Hanau-Lichtenberg kam es zu einer Realteilung der gemeinsamen Kondominate: Das Amt Willstätt kam ganz zur Grafschaft Hanau-Lichtenberg. Im Gegenzug gelangte das Amt Brumath ganz an Zweibrücken-Bitsch. Graf Philipp IV. von Hanau-Lichtenberg (1514–1590) führte nach seinem Regierungsantritt 1538 die Reformation in seiner Grafschaft konsequent durch, die nun lutherisch wurde.
Nach dem Tod des letzten Hanauer Grafen, Johann Reinhard III. 1736, fiel das Erbe – und damit auch das Amt Willstätt – an den Sohn seiner einzigen Tochter, Charlotte von Hanau-Lichtenberg, Landgraf Ludwig (IX.) von Hessen-Darmstadt. Vorübergehend wohl mit Eckartsweier verschmolzen, wurde Hesselhurst 1748 wieder ausgegliedert und erneut selbständig. Mit dem Reichsdeputationshauptschluss wurde das Amt Willstätt mit dem Dorf Hesselhurst 1803 dem neu gebildeten Kurfürstentum Baden zugeordnet.
Am 1. Januar 1973 wurde der Landkreis Kehl aufgelöst, dem Hesselhurst bis zuletzt angehörte. Am 1. April 1973 wurde Hesselhurst nach Willstätt eingemeindet.